# Петерсон, Джерет
Дже́рет Пе́терсон (англ. Jeret Peterson; 12 декабря 1981 — 25 июля 2011) — американский фристайлист, серебряный призёр Олимпийских игр 2010 года в лыжной акробатике. Спортивное прозвище — «Спиди» (англ. Speedy).

## Биография
Джерет Петерсон родился в Бойсе, Айдахо, США. Окончил «Timberline High School» там же в 2000 году.
В юношестве начал увлекаться фристайлом и успел побывать членом трех олимпийских команд. Впервые на Олимпийских играх выступал в Солт-Лейк-Сити в 2002 году и занял 9-е место в лыжной акробатике. Позже выступал на зимних Олимпийских играх 2006 в Турине, Италия. В финале Петерсон, шедший после квалификации на третьем месте, из-за ошибки с манёвром «Ураган» занял 7-е место. 24 февраля 2006 года он был исключен из соревнований за «недостойное поведение» в местном баре.
Через месяц после Турина Петерсон стал призёром национального чемпионата США по фристайлу в штате Вермонт. Четыре года после Турина Джерет лишь периодически выступал на крупных соревнованиях. Однако в 2010 году на Олимпийских играх в Ванкувере Петерсон занял второе место, чуть более балла уступив в финале белорусу Алексею Гришину.
Принимал участие в 4 чемпионатах мира по фристайлу (2003, 2005, 2007, 2009), лучшее достижение — шестое место в 2003 году. В Кубке мира дебютировал в 2001 году, за карьеру выступал на 58 этапах и выиграл 7 из них. В сезоне 2004/05 выиграл зачёт акробатики в Кубке мира. В сезоне 2006/07 занял второе место в зачёте акробатики и третье место в общем зачёте Кубка мира по фристайлу.

## Смерть
Последние месяцы жизни Джерет находился в глубокой депрессии после смерти близкого друга Тревора Ферналда, который покончил с собой в 2005 году на глазах у Джерета. Также у спортсмена появились большие проблемы с алкоголем. Он не раз признавался друзьям, что думает о суициде. 22 июля 2011 года он был арестован за вождение в нетрезвом виде. Вечером 23 июля он направился в арендованный летний дом в ущелье Лумб, Юта. Вечером 25 июля тело Петерсона было найдено в том самом доме с огнестрельной раной головы. Следствие установило, что вечером 25 июля Джерет Петерсон набрал номер 911 и после непродолжительного разговора с диспетчером совершил самоубийство, выстрелив себе в голову из дробовика 12-го калибра, тем самым причинив себе рану головы, несовместимую с жизнью. Содержание предсмертной записки, найденной возле машины погибшего, осталось неразглашенным.